# Patejčka Reka
Patejčka Reka (makedonska: Патејчка Река) är ett vattendrag i Nordmakedonien.   Det rinner genom kommunen Kičevo, i den västra delen av landet, 60 kilometer sydväst om huvudstaden Skopje.